# Stipa lettermanii
Stipa lettermanii är en gräsart som beskrevs av George Vasey. Stipa lettermanii ingår i släktet fjädergrässläktet, och familjen gräs. Inga underarter finns listade i Catalogue of Life.